# Перелік підприємств, вивезених з окупованої території України до Росії
Тут подано перелік українських підприємств, вивезених російськими «гуманітарними конвоями» з окупованої території на територію Росії.

## Перелік
- Луганський електромашинобудівний завод. Стан: розкрадений на металобрухт, частина обладнання вивезено до Росії
- Луганський машинобудівний завод(завод Луганський машинобудівник-43) Стан: зруйнований, обладнання вивезено до Росії.
- Стахановський завод феросплавів Стан: на території база бойовиків. Частково обладнання вивезено до Росії, порізаний на металобрухт, переплавлений на Алчевському меткомбінаті;
- Стахановський вагонобудівний завод Стан: на території база бойовиків, обладнання вивезено до Росії.
- Ясинуватський машинобудівний завод Стан: зруйнований, обладнання вивезено до Росії.
- Холдингова компанія «Топаз» Стан: укріп район, база бойовиків, повністю обладнання вивезено до Росії.
- Лутугинський науково-виробничий валковий комбінат Стан: завод знищений, обладнання вивезено до Росії.
- Луганський патронний завод Стан: ремонтна база техніки терористів, пункт дислокації, обладнання повністю вивезено до Росії.
- Машинобудівний завод «100»[1] Стан: 90 % обладнання вивезено до Росії, розташовується база бойовиків.
- Завод «Юність» Краснодон-Луганськ Стан: база бойовиків, обладнання повністю вивезено до Росії.
- Луганський хіміко-фармацевтичний завод[2] Стан: завод знищений, обладнання вивезено до Росії.
- Луганський завод теплотехнічного устаткування[3] Стан: завод знищений, обладнання вивезено до Росії
- Луганський завод автомобільних клапанів[4] Стан: розкрадений, розрізаний на металобрухт
- Луганський завод автомобільних радіаторів Стан: розкрадений, розрізаний на металобрухт
- Харцизький машинобудівний завод Стан: завод знищений, обладнання вивезено до Росії
- «LugaTerm» Стан: розкрадений на металобрухт, частина обладнання вивезено до Росії
- ДП ЦКБМ «Донець» відомий технологією з вирощування кристалів для мікроелектронної промисловості. Стан: вивезений до Росії;
- підприємство «Поліпак» Стан: вивезений до Росії;
- підприємство «Маршал» Стан: вивезений до Росії, на території заводу облаштована Рембаза і стоянка для артилерії;
- Луганський трубопрокатний завод Стан: виробництво зупинено, завод вирізається на металобрухт;
- підприємство «Вторчермет» Стан: повністю розпиляний на металобрухт;
- Брянсківський рудоремонтний завод (в містечку Брянка) Стан: повністю розпиляний на металобрухт;
- Чорнухінська база запасу тягового рухомого складу (т. зв. «вагонне депо») Стан: порізане на металобрухт (включаючи вагони та під'їзні шляхи);
- Луганський ливарно-механічний завод Стан: порізаний на металобрухт
- Завод металопрокату «Прокатсервіс» Стан: завод знищений, обладнання вивезено до Росії.
- Завод автоклапанів Стан: розкрадений, розрізаний на металобрухт
- Луганський авіаремонтний завод Стан: вивезений до Росії;